# Notscheid
Notscheid ist ein Ortsteil der Ortsgemeinde St. Katharinen im Landkreis Neuwied im nördlichen Rheinland-Pfalz. Bis 1969 war Notscheid eine eigenständige Gemeinde, zu der zwei weitere Ortschaften gehörten. Die östlich der „Hochstraße“ (Landesstraße 254) liegenden Häuser gehörten als Ortsteil Notscheid bis 1969 zur Gemeinde Lorscheid.

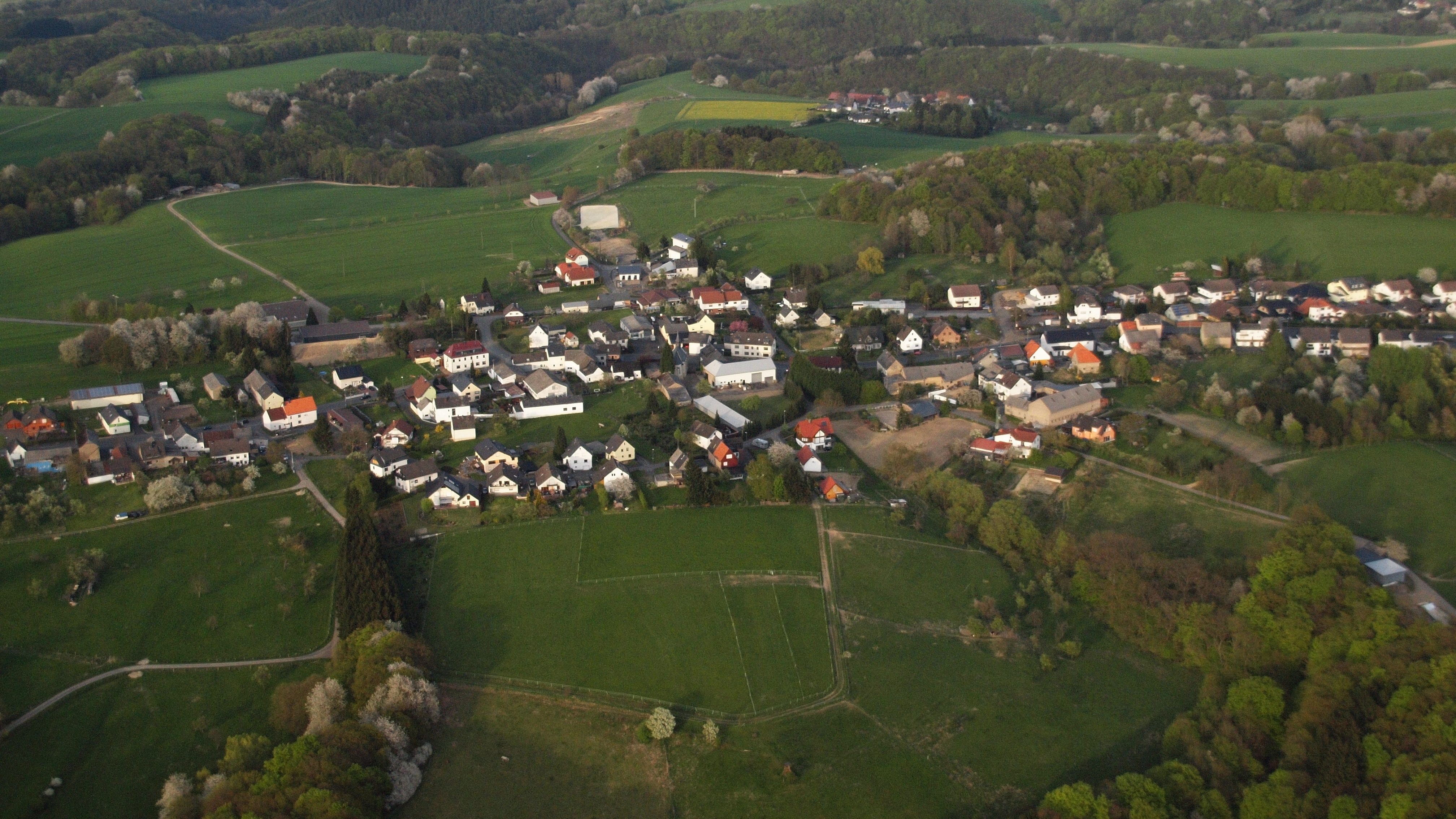
Notscheid, St Katharinen

## Geographie
Das Dorf liegt auf der Wasserscheide zwischen dem Rhein- und dem Wiedtal im Niederwesterwald nordöstlich der Ortsmitte von St. Katharinen. Nördlich des Ortes liegt die Gemarkungsgrenze zur Ortsgemeinde Vettelschoß, westlich liegt die Gemarkungsgrenze der Stadt Linz am Rhein.

## Geschichte
Die Ortschaft geht vermutlich auf die Zeit der hochmittelalterlichen Rodungsphase zurück. Der Ortsname tauchte in zahlreichen verschiedenen Varianten auf, darunter auch Nodscheidt, Noschiedt, Noscheid, Noschet, Noschot, Noschit, Norscheid und Noschoß. Zurückgeführt wird er auf die Lage Notscheids an einer Fernstraße, die „not-“ bzw. behelfsweise im Falle der Überflutung anderer Wege genutzt wurde.

### Linzer Höhe
Landesherrlich gehörte Notscheid bis zum Beginn des 19. Jahrhunderts zum Kurfürstentum Köln. Der westliche und ursprünglich größere Teil des Dorfs gehörte zum Kirchspiel und zum kurkölnischen Amt Linz. Zusammen mit den Orten Hargarten, Hilkerscheid, Noll und Ginsterhahn waren die Ortschaften ein „auswendiger“ Teil (außerhalb der „Wände“ = Stadtmauern) der Stadt Linz am Rhein und wurden schon im 17. Jahrhundert mit „Linzer Höhe“ oder „Uff der Höh“ bezeichnet. Die Einwohner hatten Bürgerrechte. Zum Linzer Teil von Notscheid gehörte auch das im 13. Jahrhundert errichtete Kloster St. Katharinen.
Der östlich der Dorfstraße (der heutigen Landesstraße 254) liegende Teil des Dorfs gehörte zur Honnschaft Lohrscheid, zum Kirchspiel Neustadt und zum kurkölnischen Amt Altenwied.

### Nassau und Preußen
Nach dem Reichsdeputationshauptschluss kam das kurkölnische Amt Linz und damit der westliche Teil des Dorfs (Linzer Seite) 1803 zum Fürstentum Nassau-Usingen, das Amt Altenwied und damit der östliche Teil des Dorfs (Neustädter Seite) wurde dem Fürstentum Wied-Runkel zugeordnet. Beide Teile gehörten von 1806 an aufgrund der Rheinbundakte zum Herzogtum Nassau und aufgrund der auf dem Wiener Kongress geschlossenen Verträge ab 1815 zum Königreich Preußen.

### Gemeinde Notscheid
Unter der preußischen Verwaltung wurde Notscheid (Linzer Seite) mit 129 Einwohnern im Jahr 1816 der damals neu eingerichteten Bürgermeisterei Linz im Kreis Linz (ab 1822 Kreis Neuwied), der zum Regierungsbezirk Coblenz gehörte, zugeordnet. Notscheid wurde eine preußische Landgemeinde, zu der auch die Ortschaften Hilkerscheid, ein Teil von Noll und das vorherige Kloster St. Katharinen gehörten.
Die Neustädter Seite von Notscheid mit 27 Einwohnern, damals auch „Halbnotscheid“ genannt, wurde Teil der Gemeinde Lorscheid, die von 1817 bis 1823 zunächst zur Bürgermeisterei Altenwied gehörte und nach deren Auflösung der Bürgermeisterei Neustadt (Wied) im Standesherrlichen Kreis Neuwied (ab 1848 Kreis Neuwied) zugeordnet wurde.
Die Aufteilung des Dorfs auf zwei Gemeinden blieb bis zum 7. Juni 1969, als aus den Gemeinden Notscheid, Hargarten und Lorscheid die neue Gemeinde St. Katharinen entstand.
Vorsteher bzw. Bürgermeister von Notscheid:
| 1620–?    | Johan Mertens                        |
| 1662–?    | Peter (Gemeinsmann aus Hilkerscheid) |
| 1708–1720 | Servas Kortenbach                    |
| 1720–?    | Heinrich Weiß                        |
| 1794–1813 | Ägidius Kröll                        |
| 1813–1851 | Wilhelm Kröll                        |
| 1851–1878 | Johann Mohr jun.                     |
| 1878–1888 | Peter Ditscheid                      |
| 1888–1915 | Lorenz Mohr II                       |
| 1915–1924 | Wilhelm Jünger                       |
| 1925–1936 | Peter Nassen                         |
| 1936–1943 | Philipp Probst                       |
| 1943–1946 | Peter Nassen                         |
| 1947–1956 | Josef Frings                         |
| 1956–1968 | Willi Kröll                          |
| 1968–1969 | Ludwig Engels                        |

Einwohnerentwicklung der Gemeinde Notscheid:
| Jahr | Notscheid | Hilkerscheid | St. Katharinen | Klostermühle |
| ---- | --------- | ------------ | -------------- | ------------ |
| 1450 | 30        | 20           | ?              | ?            |
| 1620 | 50        | 30           | ?              | ?            |
| 1790 | ?         | 30           | ?              | 3            |
| 1803 | 140       | 30           | 19             | 5            |
| 1830 | 136       | 57           | 15             | 4            |
| 1842 | 202       | 72           | 42             | 6            |
| 1886 | 164       | 74           | 75             | 5            |
| 1926 | 220       | 75           | 76             | 1            |
| 1950 | 263       | 63           | 156            | 5            |

### Herz-Jesu-Kapelle Notscheid
Spätestens seit Beginn des 19. Jahrhunderts gab es Bestrebungen, in Notscheid eine eigene Kapelle zu errichten, wie sich aus einer Eingabe des Linzer Curatus Kamps aus dem Jahr 1803 an das Generalvikariat Limburg ergibt. Das Generalvikariat vertrat rechtsrheinisch die Belange des zuständigen, aber aufgrund der Umwälzungen in der Franzosenzeit aufgelösten Erzbistums Trier. Im selben Jahr stiftete ein Notscheider Bürger ein Haus und 1000 Reichstaler zum Bau und zum Unterhalt einer Kapelle; nach anderen Quellen ging es um den Unterhalt der Schule. Die Stiftung wurde erst einige Jahre später eingelöst. 1817 forderte der Linzer Landrat Philipp Freiherr von Hilgers von der Witwe die Übertragung. Das Haus wurde für Schulzwecke genutzt, die Zinsen aus dem Kapital für den Unterhalt der Schule. Die Stiftung wurde 1830 im Amtsblatt der Preußischen Regierung zu Koblenz veröffentlicht:
„Des Königs Majestät haben die Annahme der von den Nußbaumschen Eheleuten zu Notscheid, Kreises Linz, zum Bau und zur Unterhaltung einer katholischen Kapelle daselbst hinterlassenen, auf 59 Rthlr. werth geschätzten Grundstücke und eines Kapitals von 1000 Rthlr., zu Verwendung für den bestimmten Zweck, zu bewilligen geruht, welches hierdurch zur öffentlich Kenntniß gebracht wird. Coblenz den 22. August 1830.“
Zum Bau der Kapelle kam es erst im Jahr 1877, der neugotische Bau wurde am 7. Juli 1878 dem „Herzen Jesu“ geweiht und seiner Bestimmung übergeben. Im März 1945 wurde die Kapelle schwer beschädigt, 1968 vernichtete ein Blitzeinschlag den Dachreiter. 1990/1991 wurde die Kapelle grundsaniert.
Die Kapelle gehört heute zur „Katholischen Pfarrei St. Katharina und St. Michael Vettelschoß“ und steht unter Denkmalschutz.